# Добрич (община)
Вижте пояснителната страница за други значения на Добрич.
Община Добрич (позната още като община град Добрич  или община Добрич-град) се намира в Североизточна България и е една от съставните общини на област Добрич.

## География

### Географско положение, граници, големина
Общината е разположена в централната част на област Добрич. С площта си от 109,108 km2 е най-малката сред 8-те общините на областта, което съставлява 2,31% от територията на областта. От всички страни общината граничи с община Добрич-селска. Тя е една от 9-те общини в България, в които има само по едно населено място.

### Природни ресурси

#### Релеф
Цялата територия на общината се намира на Добруджанското плато, което се характеризира с плоски и загладени хълмове, недълбоки и широки долини с полегати склонове, разсечени от долината на Добричка река (десен приток на Суха река, преминаваща през града. Територията се разделя на две геоморфоложки области – долина в източната и североизточната част на града, която е с полегати източни и стръмни западни склонове, и хълмиста заравненост със загладени форми в останалата част от общината. Градът е разположен върху равнинен терен, като преобладават терени с благоприятен наклон – от 1,5% до 6%. По склоновете на долината на Добричка река наклоните на места в южната част на града достигат до 12 – 15%. Северозападно от града е разположен хълмът Чорчолийките с наклон на източния и северния склон 10 – 12% и много полегати склонове. По-стръмни са склоновете на долината, разположена източно от Северната промишлена зона – на места достигат до 10 – 15%. Максималната височина на общината се намира в най-южната ѝ част – Дядопейовата могила (283,5 m), а минималната – 190 m, северозападно от града в коритото на Добричка река.

#### Води
На територията на общината и града липсват повърхностни водни течения, като се изключи епизодичното им проявление в суходолието на Добричка река. Порьозността на льосовата покривка и окарстената варовикова основа, заедно с оскъдните валежи и слабия наклон на релефа, са комплекс от обстоятелства, определящи липсата на повърхностно течащи води и наличието на суходолия. Повърхностните води се дренират от развита речна мрежа, образувана в минали геоложки времена с ориентация на север. Гъстотата на речната мрежа е под 0,250 km/km². Модулът на оттока е слаб и се колебае от 0,5 до 1 l/s/km. Минималната му проява се обуславя от оскъдните валежни количества, значителното изпарение, водопропускливостта, льосовата и карбонатната основа и слабия наклон на релефа.

#### Климат
Територията на община Добрич попада в умереноконтиненталната климатична подобласт на европейската континентална климатична област. Средната годишна температура на въздуха е 10,2 °С. Абсолютният температурен минимум е отбелязан през януари – -22,7 °С, а максимумът – през август и септември – 39,1 °С. Пролетта е сравнително хладна, есента е топла поради затоплящото влияние на Черно море. През зимата е по-силно изразено въздействието на североизточните въздушни маси, което обуславя по-големите различия в термичното ниво през годината. Районът се характеризира с висока влажност на въздуха и слаби валежи – 540 mm средногодишно, с добре проявен континентален режим. Летният максимум е през юни, зимният минимум – през февруари. През лятото падат 80% от годишните валежи. Въпреки неголямата надморска височина снежната покривка се задържа до 2,5 месеца. Проявата на типични североизточни ветрове през зимата предизвиква отвяването и преотлагането на снежната покривка и натрупването ѝ във вид на дебели преспи. Широкият териториален обсег на Добруджанското плато, значителната му отдалеченост от планинските бариери на Карпатите и Стара планина от север и юг, както и отвореността му към изток и запад определят и ветровия режим. Районът се характеризира като ветровит, с нисък процент тихо време – около 20% средногодишно. Основният ветрови пренос е от северозапад, с високи скорости на зимните и ниски скорости на летните ветрове. Средната относителна влажност на въздуха е 78%. През зимния период влажността достига 85 – 86%, а през лятото спада до 68 – 69%.

### Населени места
Единственото населено място на нейната територия е град Добрич.

### Административно-териториални промени
- Височайши доклад № 1263/обн. 19.02.1882 г. – преименува гр. Хаджиоглу Пазарджик на гр. Добрич;
- МЗ № 2191/обн. 27.06.1942 г. – преименува с. Стан Поетаж на Йордан Йовков;

– преименува с. Суютчук на с. Рилци;
- Указ № 871/обн. 25.10.1949 г. – преименува гр. Добрич на Толбухин;
- Указ № 317/обн. 13.12.1955 г. – заличава с. Йордан Йовков и го присъединява като квартал на гр. Толбухин;
- Указ № 1320/обн. 06.05.1983 г. – заличава с. Рилци и го присъединява като квартал на гр. Толбухин;
- Указ № 87/обн. 25.09.1990 г. – възстановява старото име Добрич на гр. Толбухин;

– преименува община Толбухин на община Добрич.

## Население

### Етнически състав
Преброяване на населението през 2011 г.
Численост и дял на етническите групи според преброяването на населението през 2011 г.:
|                     | Численост | Дял (в %) |
| Общо                | 91 030    | 100,00    |
| Българи             | 73 657    | 80,92     |
| Турци               | 6795      | 7,46      |
| Цигани              | 2482      | 2,73      |
| Други               | 528       | 0,58      |
| Не се самоопределят | 709       | 0,78      |
| Неотговорили        | 6860      | 7,54      |

### Вероизповедания
Численост и дял на населението по вероизповедание според преброяването на населението през 2011 г.:
|                     | Численост | Дял (в %) |
| Общо                | 91 030    | 100,00    |
| Православие         | 58 350    | 64,09     |
| Католицизъм         | 323       | 0,35      |
| Протестантство      | 628       | 0,68      |
| Ислям               | 5 351     | 5,87      |
| Друго               | 140       | 0,15      |
| Нямат               | 3 432     | 3,77      |
| Не се самоопределят | 6 200     | 6,81      |
| Непоказано          | 16 606    | 18,24     |

## Политика

### Общински съвет
Състав на общинския съвет, избиран на местните избори през годините:
| Партия, коалиция или инициативен комитет | 2003    | 2007    | 2011    | 2015    | 2019    |
| Избирателна активност по време на изборите | 42,34 % | 38,46 % | 45,40 % | 37,30 % | 39,32 % |
| Общ брой места | 41      | 41      | 41      | 41      | 41      |
| --- | ------- | ------- | ------- | ------- | ------- |
| Местна коалиция „ГЕРБ – СДС“ (ГЕРБ, Съюз на демократичните сили) |         |         |         |         | 15      |
| Местна коалиция „ДБГ, НДСВ, ССД, ГН“ (Движение „България на гражданите“, Национално движение за стабилност и възход, Съюз на свободните демократи,Глас народен                          |         |         |         |         | 13      |
| БСП за България |         |         |         |         | 7       |
| Местна коалиция „НФСБ, АБВ, ЗС „Ал. Стамболийски“, ЗНС“ (Национален фронт за спасение на България, Алтернатива за българско възраждане, Земеделски съюз „Александър Стамболийски“, ЗНС) |         |         |         |         | 2       |
| ВМРО – Българско национално движение | 1       |         | 1       | 2       | 2       |
| Движение за права и свободи | 2       | 3       | 2       | 2       | 2       |
| ГЕРБ |         | 23      | 25      | 17      |         |
| Реформаторски блок |         |         |         | 8       |         |
| Българска социалистическа партия |         | 5       | 8       | 6       |         |
| Национален фронт за спасение на България |         |         |         | 2       |         |
| Атака |         | 5       | 3       | 2       |         |
| Алтернатива за българско възраждане |         |         |         | 2       |         |
| Коалиция „Граждани в повече“ (Зелените, Движение „Гергьовден“) |         |         | 2       |         |         |
| Коалиция „Обединена десница за град Добрич“ (Национално движение „Симеон Втори“, Съюз на демократичните сили, ЗНС, Движение „Гергьовден“)                                               |         | 3       |         |         |         |
| Коалиция „Гражданско обединение за развитие на Добруджа – ГОРД“ (Съюз на свободните демократи, Граждански съюз за Нова България)                                                        |         | 1       |         |         |         |
| Демократи за силна България |         | 1       |         |         |         |
| Предизборна коалиция за местни избори „Социалисти и социалдемократи за Добрич“ | 12      |         |         |         |         |
| Национално движение „Симеон Втори“ | 9       |         |         |         |         |
| Съюз на демократичните сили | 5       |         |         |         |         |
| Предизборна коалиция за местни избори „Нашият град“ | 4       |         |         |         |         |
| Българска социалдемокрация | 2       |         |         |         |         |
| Съюз на свободните демократи | 2       |         |         |         |         |
| Българска социалдемократическа партия | 1       |         |         |         |         |
| Предизборна коалиция за местни избори „Коалиция за Добрич“ | 1       |         |         |         |         |
| Български земеделски народен съюз - Народен съюз | 1       |         |         |         |         |

## Транспорт
През общината, от югозапад към североизток, преминава участък от 17,6 km от жп линия Варна - Кардам с жп гари Добрич,Добрич-север и жп спирки Дончево,Ботево,Генерал Колев (без спиращ влак 2020-2021год.).
През общината преминават изцяло или частично 7 пътя от Републиканската пътна мрежа на България с обща дължина 43,8 km:
- участък от 4,7 km от Републикански път II-27 (от km 67,5 до km 70,5 и от km 77,8 до km 79,5);
- участък от 3,8 km от Републикански път II-29 (от km 38,8 до km 41,7 и от km 50,1 до km 51,0);
- участък от 4,6 km от Републикански път II-71 (от km 74,9 до km 78,6 и от km 93,6 до km 94,5);
- целият участък от 23,7 km от Републикански път II-97;
- началният участък от 1,9 km от Републикански път III-293 (от km 0 до km 1,9);
- последният участък от 3,8 km от Републикански път III-7105 (от km 30,3 до km 34,1);
- началният участък от 1,3 km от Републикански път III-9701 (от km 0 до km 1,3).

## Топографска карта
- Лист от карта K-35-20. Мащаб: 1 : 100 000.